# Гончарівське
Гончарівське (Гончарівський круг) — селище в Україні, у Гончарівській селищній громаді Чернігівського району Чернігівської області .

## Історія
Назва Гончарівське спотворює українську історичну назву Гончарів Круг. Перш за все це був Круг — озеро круглої форми серед лісу. У 1924 р. на хуторі Гончарів — 9 дворів і 56 жителів при дорозі Смолин — Жидиничі.
Навколо нинішнього Гончарівського було багато хуторів, більшість яких радянська влада зселила або в навколишні села, або в саме селище Гончарівське. 
Гончарівське в нинішньому вигляді засноване в 1953 році поблизу хутора Гончарів круг як військове містечко за рішенням командування Київського військового округу. Разом з військовим містечком створили і однойменний полігон. Рекогносцировку точного місцезнаходження селища, як і полігону, особисто здійснював командувач Київського ВО генерал армії Василь Іванович Чуйков, який і був ініціатором його створення.
До 1986 року Гончарівське розвивалось як військове містечко для 18 військових частин різних родів військ, зокрема, тут дислокувалися механізовані, танкові, артилерійські, ракетні, інженерні частини, авіатори і десантники. Свого часу Гончарівське планували зробити зразковим військовим містечком для армій країн Варшавського договору.
Гончарівське дістало статус селища міського типу з 1990 року.

## Населення
Населення — переважно українці.

### Чисельність населення
| 1979 | 1989 | 2001 | 2019 | 2022 |
| ---- | ---- | ---- | ---- | ---- |
| 2179 | 4373 | 3358 | 3464 | 3289 |

Зауважте:   З 2023 року перепис населення у селищі НЕ ПРОВОДИТЬСЯ

### Мова
Розподіл населення за рідною мовою за даними перепису 2001 року:
| Мова            | Кількість | Відсоток |
| --------------- | --------- | -------- |
| Українська      | 2775      | 82.74%   |
| Російська       | 565       | 16.84%   |
| Білоруська      | 5         | 0.15%    |
| Угорська        | 1         | 0.03%    |
| Інші/не вказали | 8         | 0.24%    |
| Усього          | 3354      | 100%     |

## Галерея

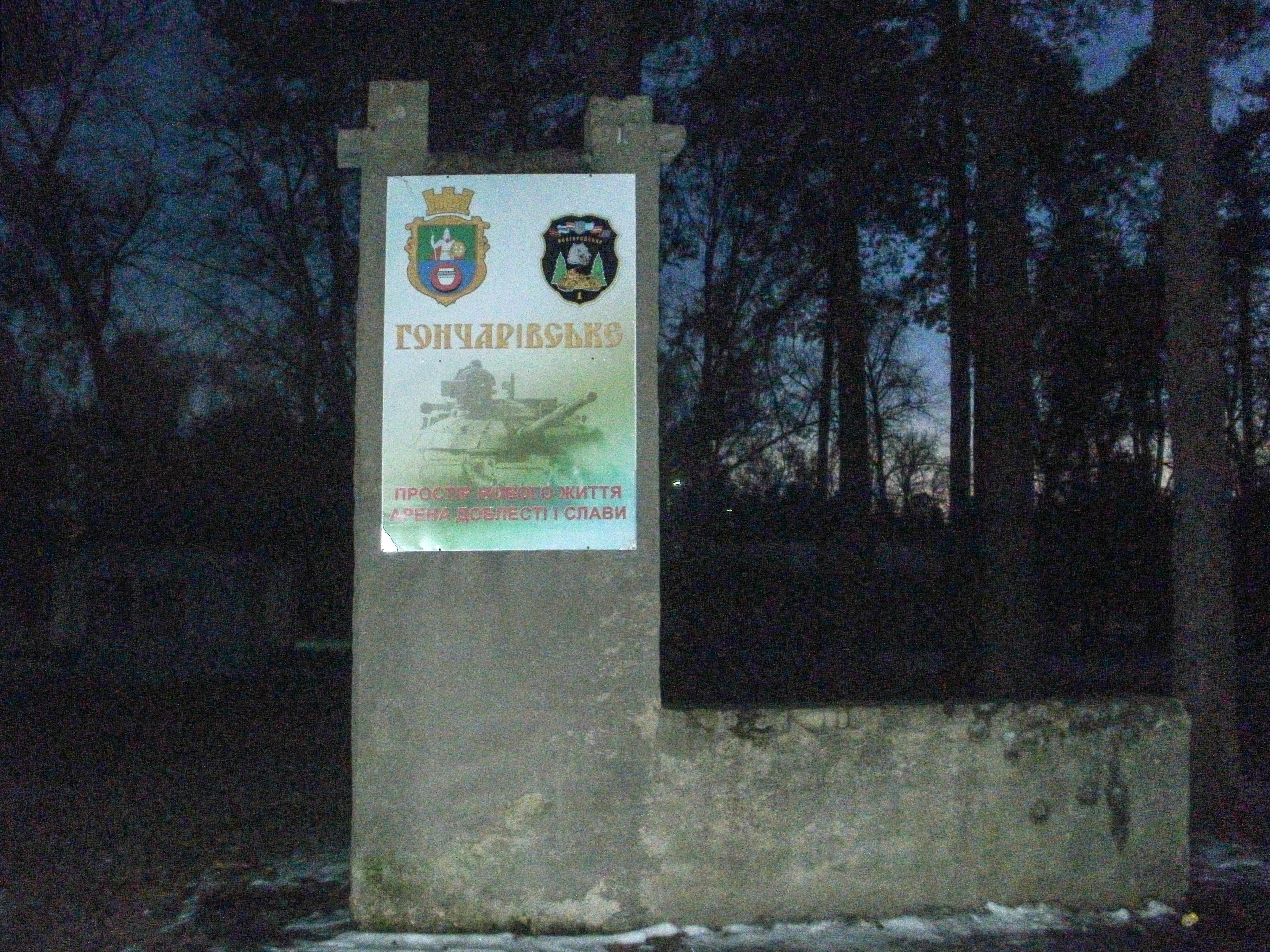
Знак містечка
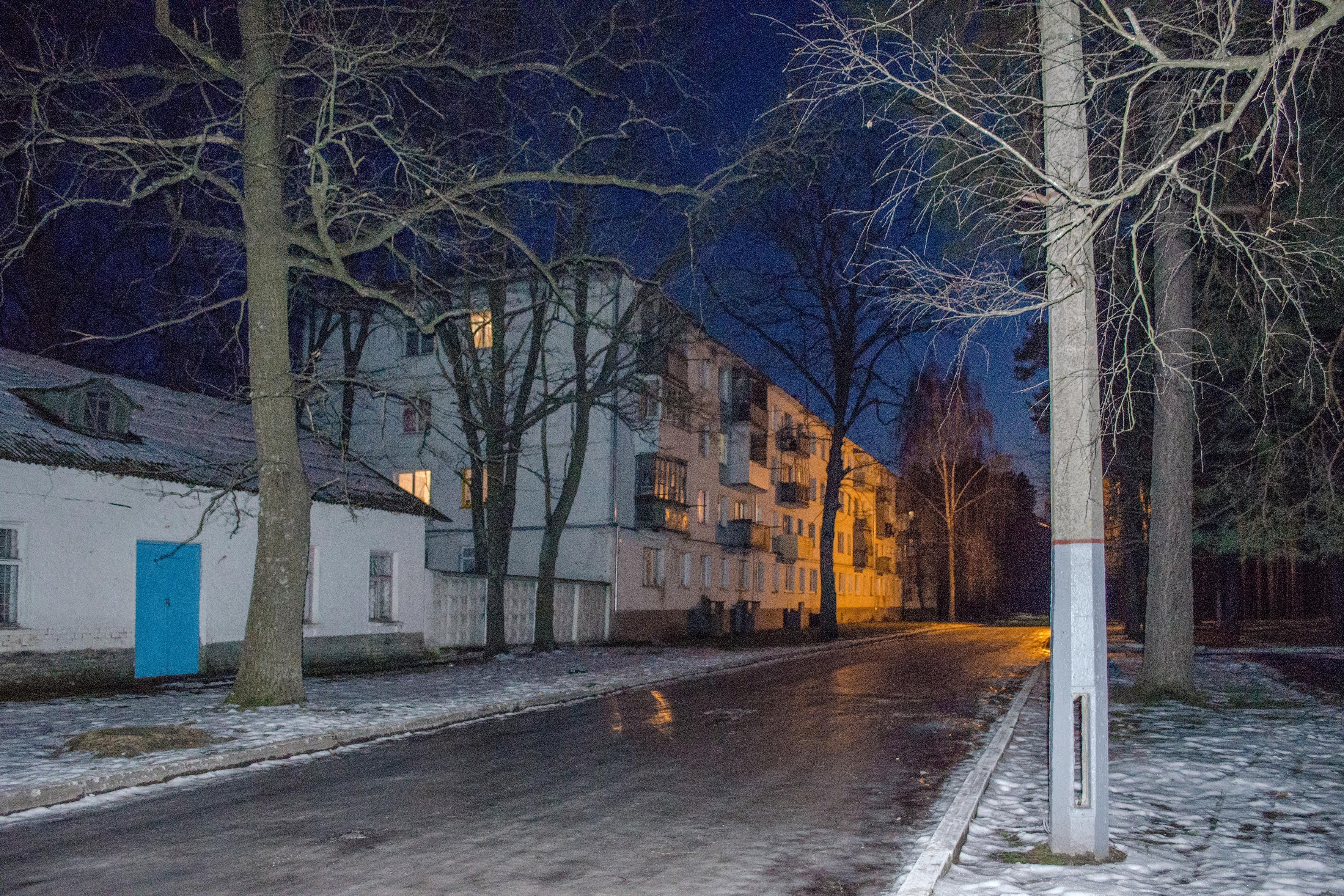
Одна з вулиць увечері
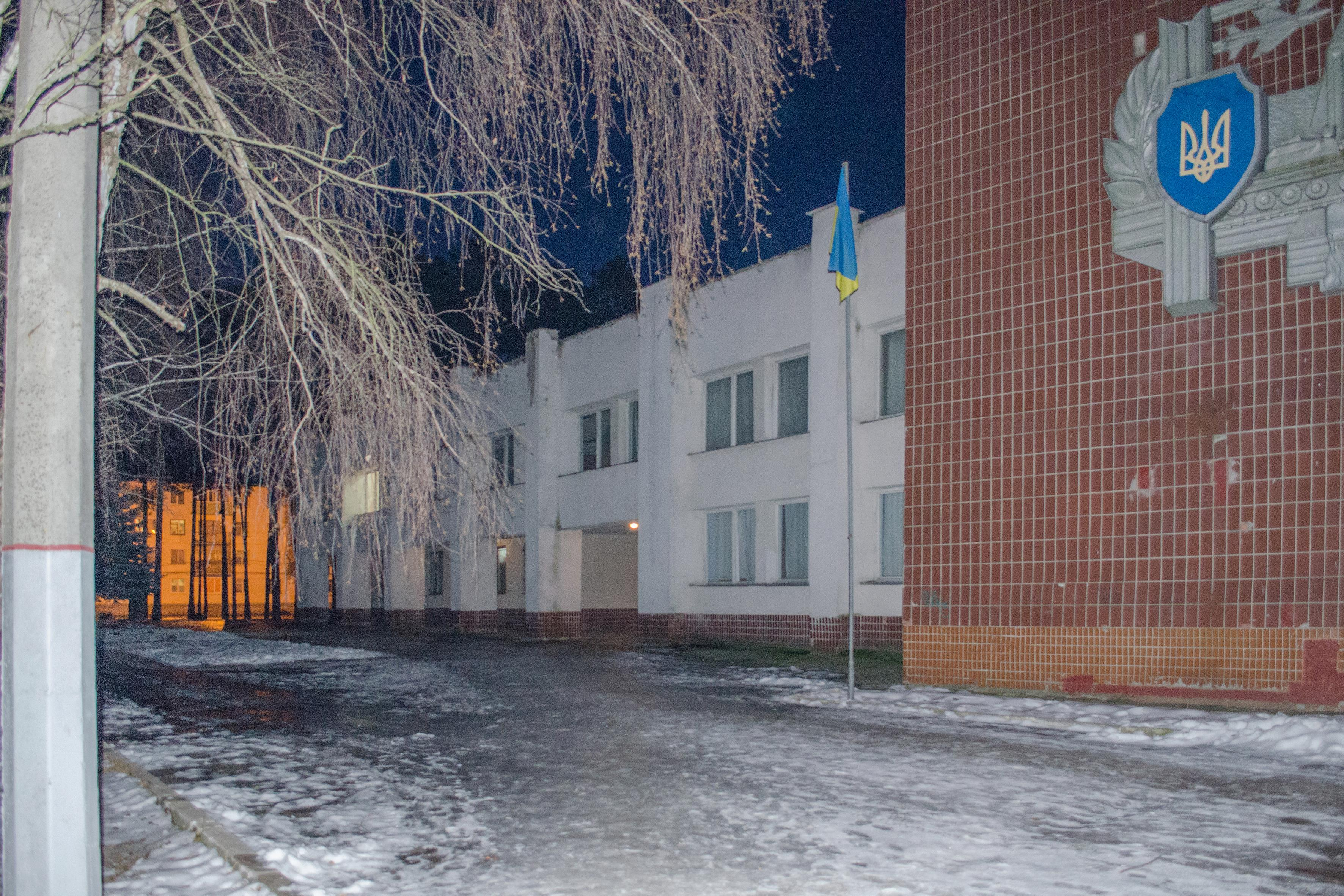
Будинок офіцерів
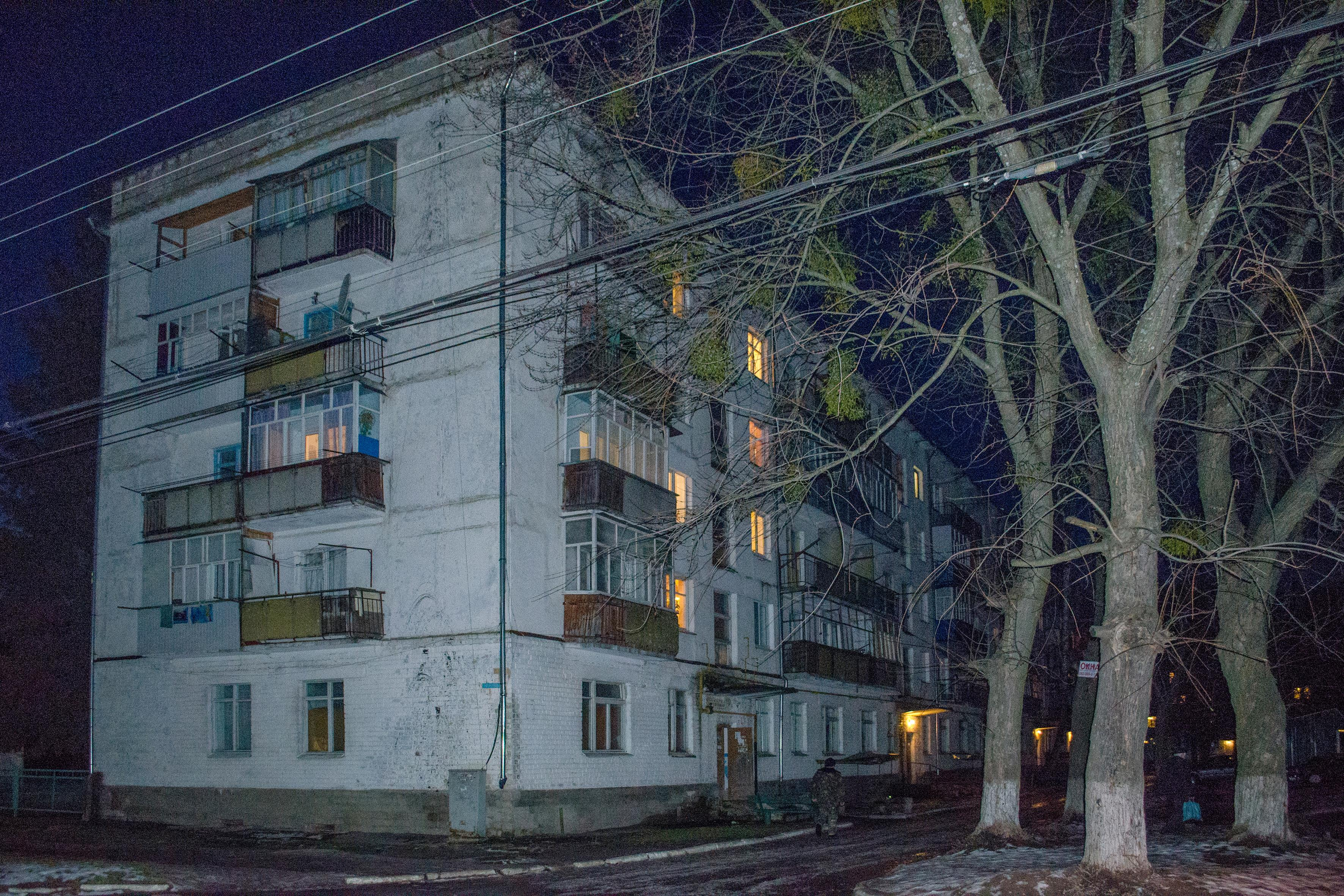
Житловий будинок
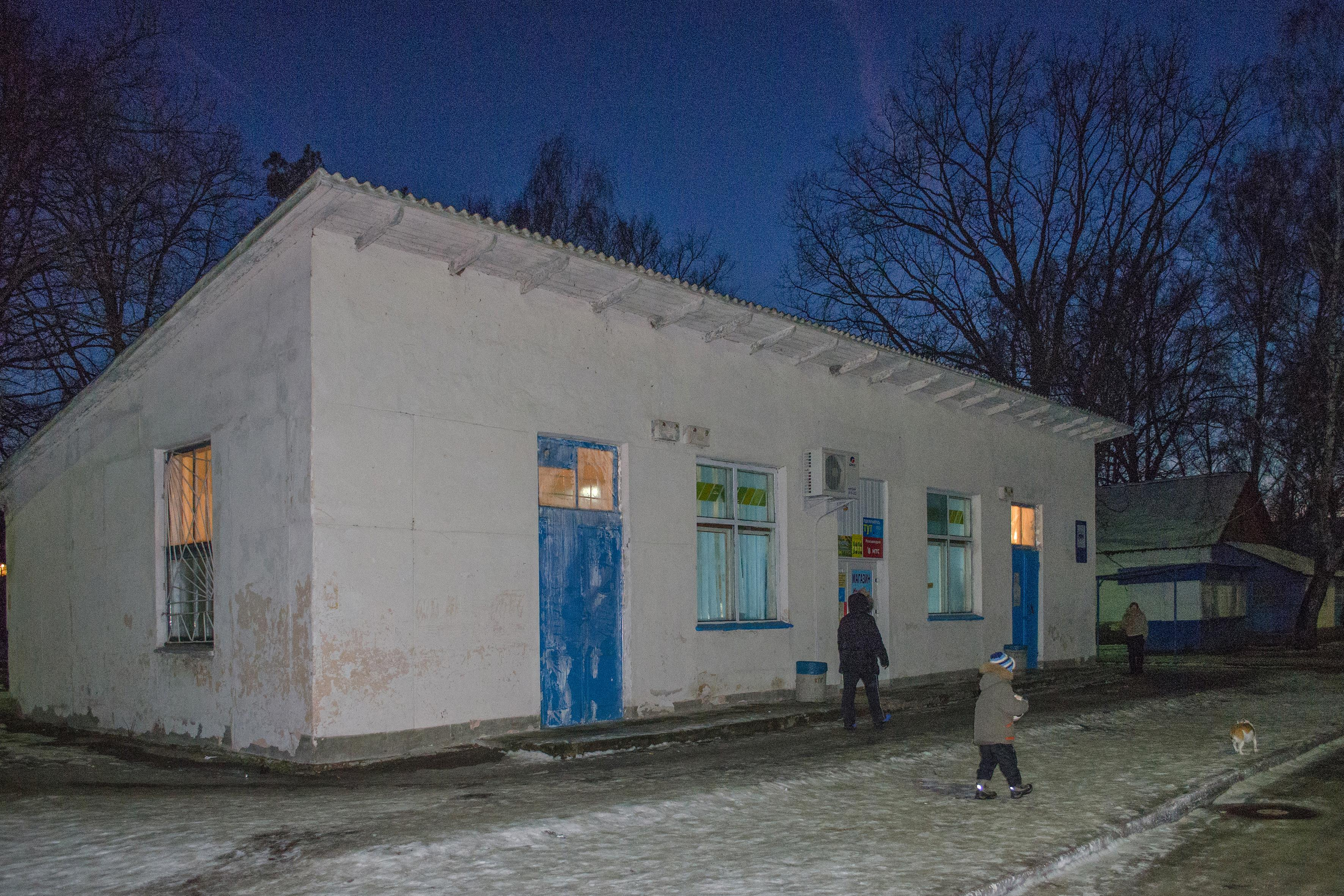
Автостанція
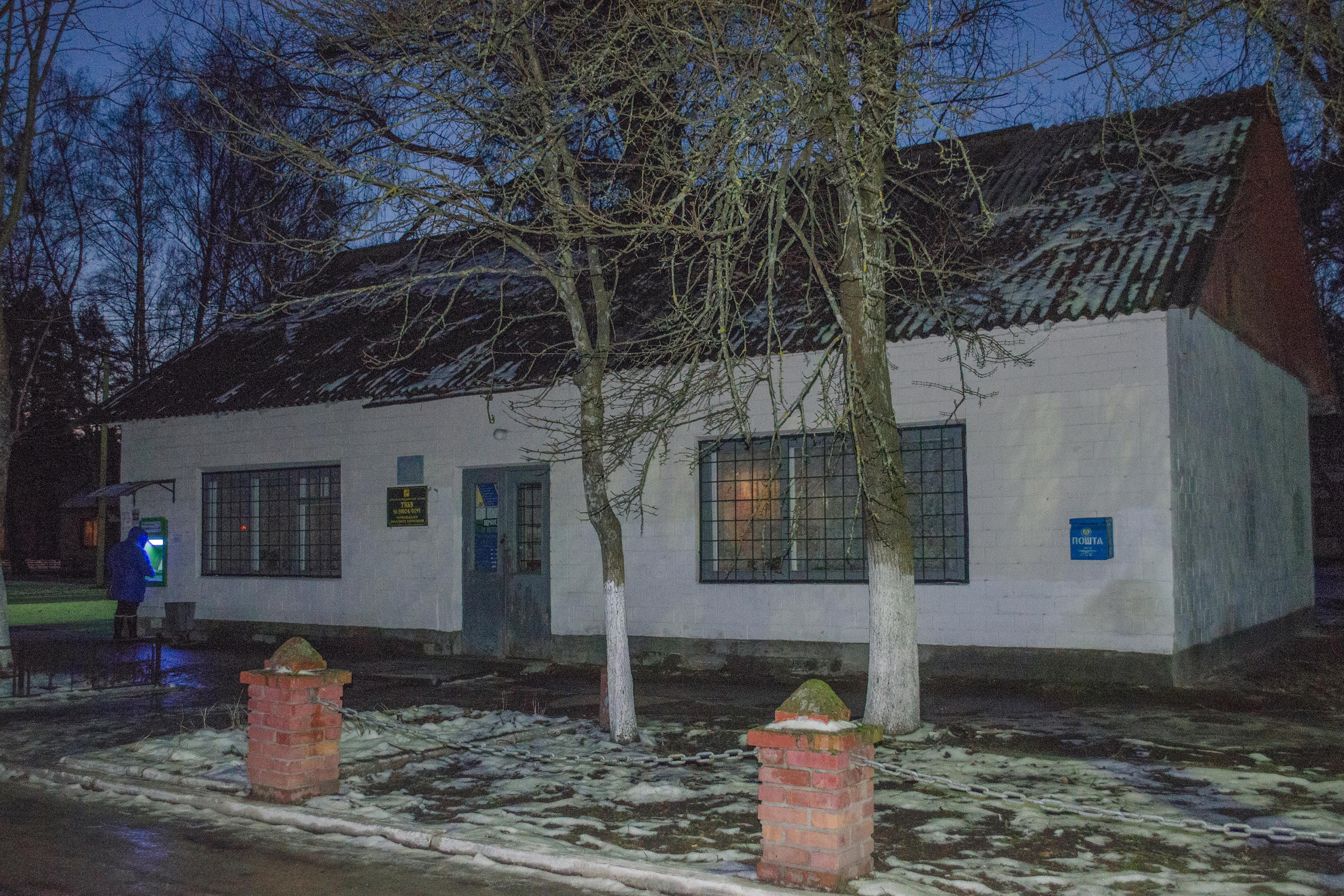
Пошта
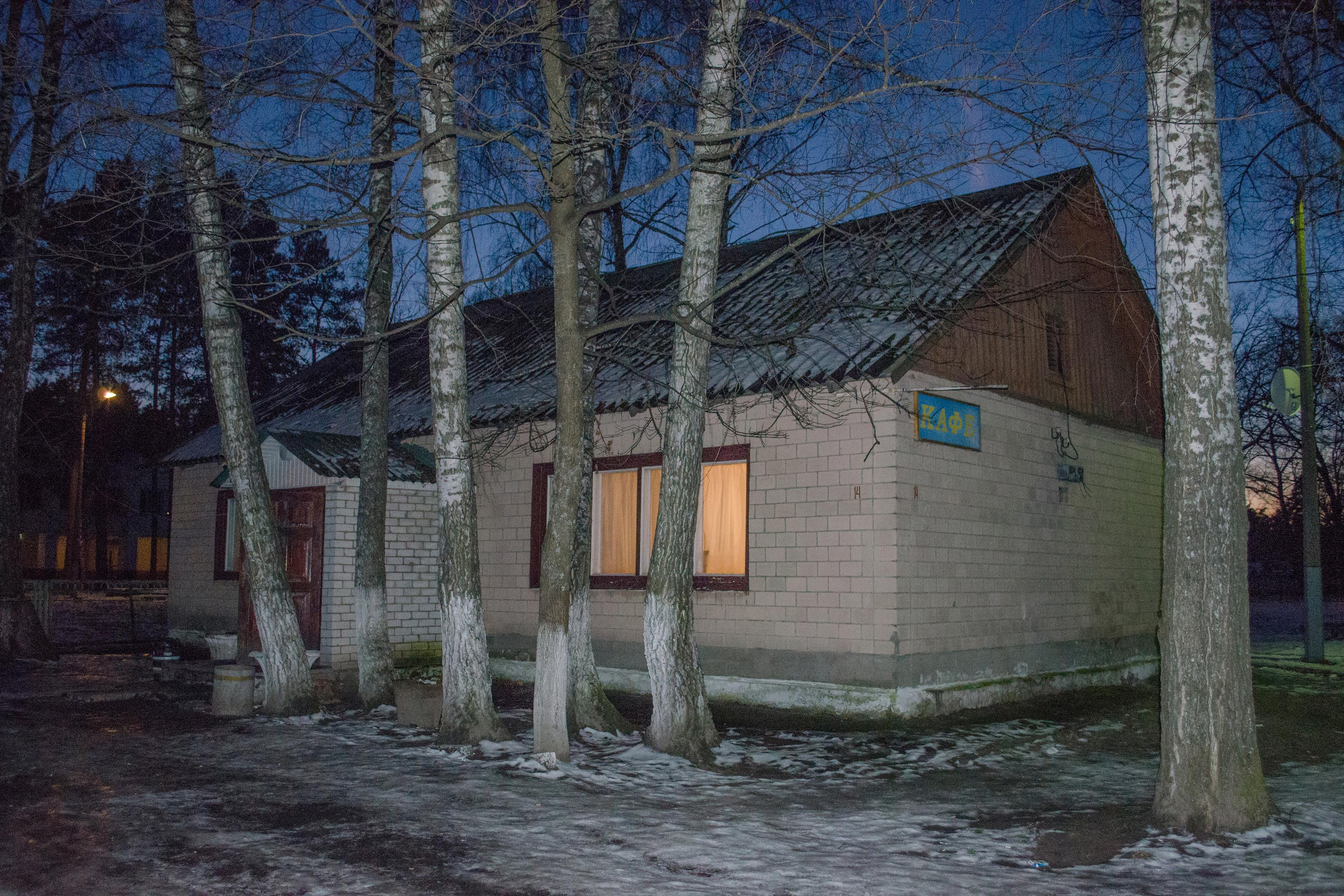
Кафе
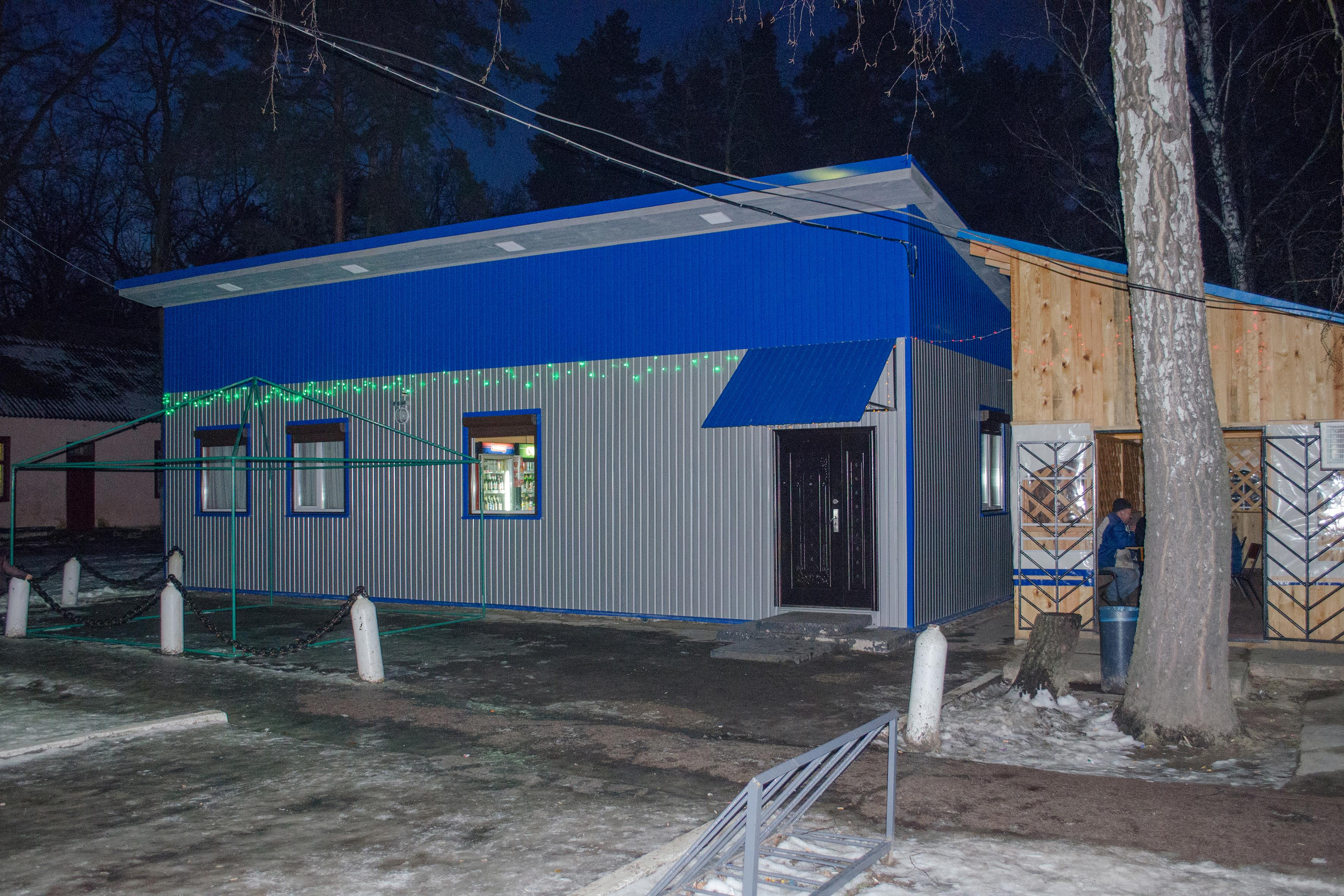
Крамниця
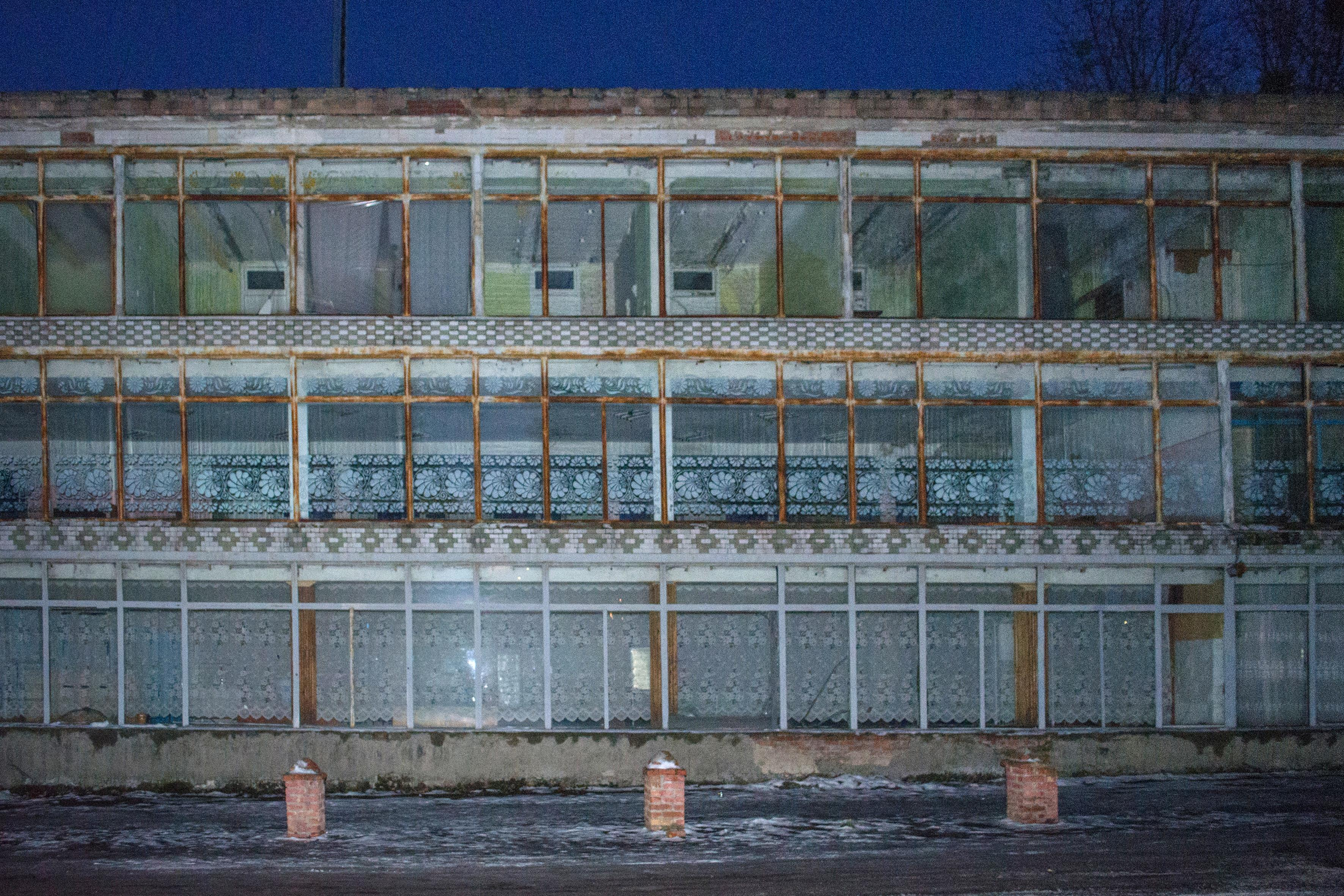
Покинуте приміщення ТЦ